# Kalugyer
Kalugyer (románul Călugări) falu Romániában, Bihar megyében.

## Fekvése
Bihar megyében, a Fekete-Körös mellett, Vaskohtól délre, Vaskohaszódtól délkeleti szomszédjában fekvő település.

## Története
Kalugyer (Kaluger) földesura a nagyváradi 1. számú püspökség volt, és még az 1900-as évek elején is a püspökség birtoka volt.
A település lakói között sokan űzik a fazekasipart.
A település környékén márványbányászás is folyik.
Kalugyer határában fakad az Izbuk, vagy Dagadóforrás néven ismert időszaki forrás, melynek vize mély sziklaüregből hosszabb-rövidebb időközökben fakad, miközben a mélységben zúgás hallatszik, s ekkor a belső medence vízzel egészen megtelik, s vízesés alakjában folyik le. Ez a csodás természeti tünemény azonban csak néhány percig tart.
A környék lakossága Csodaforrás-nak is nevezi, és gyógyító erőt tulajdonít neki.
Fényes Elek az 1800-as években írta a településről: "oláh falu Bihar megyében, a váradi deak püspök vaskóhi uradalmában magas hegyek közé szorított völgyben 655 n. e. óhitű lakossal, s anyatemplommal. Határa 8066 hold, melyből szántó 1577, erdő és legelő 3489 hold. Majorsági földek itt nincsenek. Van itt egy hamuzsírfőző huta, melly 60 egyént foglalkoztat, s a Vaskóhnál említett Izbuka nevű dagadó forrás is e helység határára esik. Ez húsvét előtt egészpünkösdig egy vagy két óra negyedben nagy zúgások közt egyszer egyszer rohan ki, felette hideg és tiszta víz, s némelyek fürdésre használják"

## Nevezetességek
- Görög keleti temploma - 1863-ban épült.
- A falu határában található az Izbuk nevű időszaki forrás.